# Uroobovella spinulipes
Uroobovella spinulipes es una especie de arácnido del orden Mesostigmata de la familia Urodinychidae.

## Distribución geográfica
Se encuentra en Australia.